# 耶日·普日比尔斯基
耶日·普日比尔斯基（波蘭語：Jerzy Przybylski，1923年4月27日—1999年7月24日），波兰演员，在电影和电视剧中出场了超过25次，曾主演1986-1987年的电视连续剧《Zmiennicy》。